# Anne-Marie Martel
Anne-Marie Martel (1644-1673), laïque chrétienne, est à l’origine de la Congrégation des Sœurs de l’Enfant-Jésus et des Filles de l’instruction appelées Béates, qui ont marqué le Velay.

## Biographie
Anne-Marie Martel est née au Puy-en-Velay le 11 août 1644 ; son père était un haut magistrat de la ville. Elle reçoit une éducation chrétienne, dans sa famille d’abord, puis au catéchisme organisé par les prêtres de Saint-Sulpice établis depuis peu au grand Séminaire.
Elle est envoyée visiter les femmes malades de l’hôpital d’Aiguilhe et enseigner le catéchisme aux enfants des quartiers St Laurent et St Jean où vit un grand nombre de dentellières. Sa ferveur est communicative, des jeunes filles l’imitent.
Dès 1667, l'objectif est de créer une œuvre pastorale à destination des jeunes et des adultes de la ville et de la campagne. Anne-Marie Martel et ses compagnes (appelées plus tard les « Demoiselles de l’Instruction » puis « Sœurs de l'Enfant-Jésus ») réunissaient les dentellières, les aidaient à organiser leur travail et leur vie, tout en les formant à la vie chrétienne. Ces groupes de formation chrétienne se répandent dans la ville et bientôt dans les campagnes environnantes. Elles allaient visiter les hameaux, réunissaient les gens pour leur enseigner la doctrine chrétienne, leur apprendre à prier et à vivre dans la dignité.
Peu à peu elles formèrent des femmes célibataires, les Filles de l’Instruction, appelées Béates, (et plus tard Petites Sœurs des Campagnes) qui allèrent vivre dans les villages au service de la population. Leurs petites maisons appelées « Assemblées » étaient aussi un lieu de prières et de réunions. Les Béates étaient l’âme du village. Elles furent nombreuses et évangélisèrent le Velay et les départements limitrophes.
Épuisée par la maladie, Anne-Marie Martel mourut le 15 janvier 1673, à presque 29 ans, en recommandant à ses compagnes de poursuivre la tâche commencée avec elle.

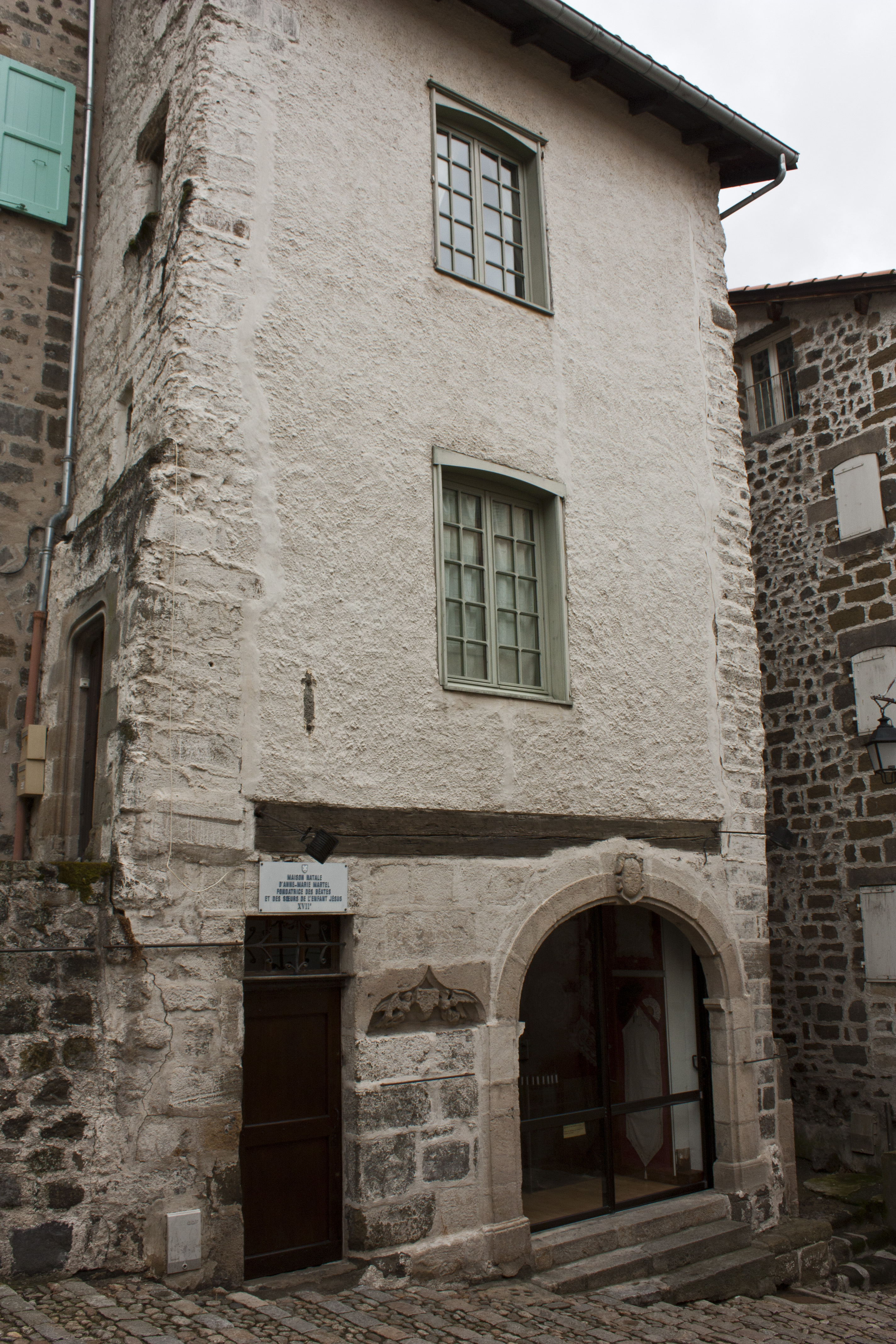
Maison natale d'Anne-Marie Martel au Puy-en-Velay.

### Postérité
Le dynamisme apostolique des Demoiselles de l’Instruction enraciné au Puy-en-Velay s’est rapidement étendu aux villes et villages avoisinants. Voyant l'importance de ces femmes dans l'éducation et la vie quotidienne des altiligériens, Mgr de Béthune, évêque du Puy, autorise officiellement le 21 mai 1676 la Communauté qui prendra le nom de Congrégation des Sœurs de l’Enfant-Jésus.
Au XXIe siècle, la Congrégation est présente en France, Belgique, Argentine, Chili, Équateur, Canada, Burkina Faso, Vietnam.
En 2023, à l'occasion des 350 ans de la mort d'Anne-Marie Martel célébrés à la cathédrale du Puy-en-Velay, l'évêque du Puy-en-Velay Yves Baumgarten évoque la béate comme une « pionnière de la nouvelle évangélisation ».